# آناندا موهان چاکبراتی
آناندا موهان چاکبراتی (بنگالی: আনন্দমোহন চক্রবর্তী؛ زادهٔ ۴ آوریل ۱۹۳۸ - درگذشته ۱۰ ژوئیهٔ ۲۰۲۰) میکروب‌شناس اهل هند بود.